# Cavendishia nobilis
Cavendishia nobilis är en ljungväxtart som beskrevs av John Lindley. Cavendishia nobilis ingår i släktet Cavendishia och familjen ljungväxter. Utöver nominatformen finns också underarten C. n. capitata.